# Carrarese Calcio 1908
Carrarese Calcio 1908, thường được gọi là Carrarese, là một câu lạc bộ bóng đá Ý có trụ sở tại Carrara, Tuscany. Đội hiện chơi ở Serie B, giải hạng hai của bóng đá Ý, sau khi thăng hạng từ Serie C mùa 2023–24.

## Lịch sử
Câu lạc bộ được thành lập vào năm 1908.
Trong mùa giải 2010-11 từ Lega Pro Seconda Divisione nhóm B, Carrarese đã được thăng hạng trong trận play-off tới Lega Pro Prima Divisione.
Năm 2016, Carrarese Calcio Srl bị phá sản. Một công ty mới Carrarese Calcio 1908 Srl, đấu giá thành công danh hiệu thể thao bằng cách chịu trách nhiệm các khoản nợ của Carrarese Calcio Srl 

## Màu sắc và huy hiệu
Màu sắc của đội là xanh nhạt và trắng.

## Quyền sở hữu
Thủ môn người Ý và Juventus Gianluigi Buffon (người gốc Carrara và là cổ động viên nổi tiếng của câu lạc bộ) là một cổ đông lớn của câu lạc bộ, như một phần của một tập đoàn mua lại câu lạc bộ vào năm 2010; các cổ đông khác bao gồm cựu chủ tịch Pisa Calcio Maurizio Mian và tiền đạo lâu năm của Serie A Cristiano Lucarelli.

## Cầu thủ

### Đội hình hiện tại
Tính đến ngày 2/2/2024
Ghi chú: Quốc kỳ chỉ đội tuyển quốc gia được xác định rõ trong điều lệ tư cách FIFA. Các cầu thủ có thể giữ hơn một quốc tịch ngoài FIFA.
| Số | VT | Quốc gia  | Cầu thủ                                  |
| -- | -- | --------- | ---------------------------------------- |
| 1  | TM | Ý         | Marco Bleve (mượn từ Lecce)              |
| 3  | HV | Ý         | Marco Imperiale                          |
| 4  | HV | Argentina | Julián Illanes (mượn từ Avellino)        |
| 5  | TV | Ý         | Simone Della Latta                       |
| 6  | TV | Ý         | Francesco Cerretelli (mượn từ Cremonese) |
| 7  | HV | Ý         | Davide Grassini                          |
| 8  | TV | Ý         | Riccardo Palmieri                        |
| 10 | TĐ | Ý         | Giuseppe Panico (mượn từ Crotone)        |
| 11 | TV | Ý         | Manuel Cicconi                           |
| 12 | TM | Ý         | Thomas Tampucci                          |
| 13 | HV | Ý         | Pierluigi Pinto                          |
| 15 | HV | Ý         | Matteo Di Gennaro                        |
| 17 | TV | Ý         | Emanuele Zuelli (mượn từ Pisa)           |

| Số | VT | Quốc gia  | Cầu thủ                                  |
| -- | -- | --------- | ---------------------------------------- |
| 18 | TV | Argentina | Nicolás Schiavi                          |
| 21 | HV | Ý         | Mauro Coppolaro (mượn từ Modena)         |
| 22 | TM | Ý         | Stefano Mazzini                          |
| 24 | TĐ | Ý         | Leonardo Morosini                        |
| 28 | TĐ | Ý         | Alessandro Capello                       |
| 29 | HV | Ý         | Elia Maccherini Tonini (mượn từ Brescia) |
| 32 | TĐ | Ý         | Mattia Finotto                           |
| 39 | TĐ | Ý         | Niccolò Belloni                          |
| 66 | HV | Pháp      | Jordan Boli (mượn từ Empoli)             |
| 72 | HV | Ý         | Simone Zanon                             |
| 82 | TV | Ý         | Leonardo Capezzi                         |
| 99 | TĐ | Ý         | Niccolò Giannetti                        |

### Cho mượn
Ghi chú: Quốc kỳ chỉ đội tuyển quốc gia được xác định rõ trong điều lệ tư cách FIFA. Các cầu thủ có thể giữ hơn một quốc tịch ngoài FIFA.
| Số | VT | Quốc gia | Cầu thủ                                          |
| -- | -- | -------- | ------------------------------------------------ |
| —  | HV | Ý        | Raffaele Cartano (tại Brescia đến 30/6/2024)     |
| —  | HV | Ý        | Francesco Folino (tại Juve Stabia đến 30/6/2024) |

| Số | VT | Quốc gia | Cầu thủ                                            |
| -- | -- | -------- | -------------------------------------------------- |
| —  | HV | Ý        | Alessandro Raimo (tại Recanatese đến 30/6/2024)    |
| —  | TĐ | Nigeria  | Malik Olalekan Opoola (tại Brindisi đến 30/6/2024) |

## Danh hiệu
- Cúp hạng Ba quốc gia Ý

Vô địch: 1982–83